# (73181) 2002 HB12
(73181) 2002 HB12 – planetoida z pasa głównego asteroid okrążająca Słońce w ciągu 3,53 lat w średniej odległości 2,32 j.a. Odkryta 29 kwietnia 2002 roku.